# Шилувское староство
Шилувское староство (лит. Šiluvos seniūnija) — одно из 12 староств Расейняйского района, Каунасского уезда Литвы. Административный центр — местечко Шилува.

## География
Расположено в центральной Литве, на Восточно-Жемайтском плато Жемайтской возвышенности, в северной части Расейняйского района.
Граничит с Видуклеским староством на западе, Расейняйским — на юге, Пагоюкайским — на востоке и юге, Шаукотским староством Радвилишкского района — на востоке, Титувенайским апилинкским староством Кельмеского района — на севере, и Лёляйским староством Кельмеского района — на западе.

## Население
Шилувское староство включает в себя местечки Жайгинис, Лидувенай и Шилува, а также 74 деревни и один населённый пункт при железнодорожной станции.